# Lenka (Sängerin)
Lenka Kripac (* 19. März 1978 in Bega, New South Wales), Künstlername Lenka, ist eine in den USA lebende australische Sängerin und Schauspielerin.

## Leben
1978 wurde Lenka Křipač als Kind eines tschechoslowakischen Vaters und einer australischen Mutter in New South Wales geboren. Als sie sieben Jahre alt war, zog die Familie nach Sydney. Dort ging Lenka in die Schule und nahm am Australian Theatre for Young People, unter anderem bei Cate Blanchett, Schauspielunterricht. Diese Ausbildung ermöglichte ihr mehrere Auftritte im Theater, Fernsehen (Spellbinder – Gefangen in der Vergangenheit) und in Independentfilmen.
Lenka ist mit dem Künstler James Gulliver Hancock verheiratet und seit März 2012 Mutter eines Sohnes. 
Ihr Ehemann ist auch Partner ihrer künstlerischen Arbeit. Er wirkt als Gestalter ihrer Plattencover und Videoauftritte mit. Sie lebt und pendelt zwischen Sydney, New York und Los Angeles.
Lenka Kripac spielte bei der Elektro-Rock-Band Decoder Ring als Sängerin und Keyboarderin, mit der sie unter anderem das Album Somersault als Soundtrack zum gleichnamigen Film einspielte. 2007 trennten sie sich nach drei Jahren.
Kripac beschloss, eine Solokarriere anzustreben, und zog hierfür 2007 nach Los Angeles, wo sie vom US-amerikanischen Label Epic Records (Sony BMG) unter Vertrag genommen wurde. 2008 veröffentlichte sie in den USA unter ihrem Künstlernamen Lenka ihr gleichnamiges Solodebütalbum, das im Jahr darauf auch in Europa erschien. Mit dem Song The Show hatte sie in England und im deutschsprachigen Raum ihren ersten großen Hit.
Beim SWR3 New Pop Festival im September 2009 gab Lenka ein Konzert im Theater Baden-Baden. Auf dem Album Atemlos von Christopher von Deylens Projekt Schiller hat Lenka zwei Songs ihre Stimme geliehen (Addicted und Sunrise).
2012 erzielte Lenka mit ihrer Single Everything at Once aus ihrem zweiten Album Two ihren bisher größten Erfolg in Deutschland. Der Song erlangte zusätzliche Bekanntheit durch einen Werbespot der Softwarefirma Microsoft zur Produkteinführung von Windows 8.
Im Mai 2015 veröffentlichte Lenka ihr viertes Album The Bright Side und im Oktober 2017 ihr fünftes Album Attune.

## Diskografie
Alben
- 2008: Lenka
- 2011: Two
- 2013: Shadows
- 2015: The Bright Side
- 2017: Attune

Singles
- 2008: The Show
- 2008: Trouble Is a Friend
- 2008: Gravity Rides Everything
- 2009: We Will Not Grow Old
- 2009: Knock Knock
- 2009: Don’t Let Me Fall
- 2010: Roll with the Punches
- 2010: Sunrise (mit Schiller, Album Atemlos)
- 2010: Addicted (mit Schiller, Album Atemlos)
- 2011: Heart Skips a Beat
- 2011: Everything at Once
- 2011: Two
- 2015: Blue Skies

Mit Decoder Ring:
- 2004: Somersault
- 2005: Fractions

## Filmografie
| Jahr      | Titel                                       | Rolle                        |
| --------- | ------------------------------------------- | ---------------------------- |
| 2005      | The Alice                                   | Sally Fleming                |
| 2003      | Lost Things – Strand der verlorenen Seelen  | Emily                        |
| 2001      | Head Start                                  | Lucy Swain                   |
| 2001      | All Saints                                  | Erin Shanahan                |
| 2000      | The Dish                                    | Marie McIntyre               |
| 2000      | Murder Call                                 | Lily Aureli                  |
| 2000      | Above the Law                               | Dee Anne Williams            |
| 1998      | Wildside                                    | Jasmine Yakabovich           |
| 1997      | Medivac                                     | Nikki Kershaw                |
| 1995–1996 | G.P.                                        | Vesna Kapek                  |
| 1995–2005 | Cheez TV                                    | als sie selbst (Moderatorin) |
| 1995–1997 | Spellbinder – Gefangen in der Vergangenheit | Josie                        |
| 1994      | Home and Away                               | Francine „Frankie“ Brooks    |